# Хоробицька сільська рада
Хоро́бицька сільська́ ра́да — адміністративно-територіальна одиниця та орган місцевого самоврядування в Городнянському районі Чернігівської області. Адміністративний центр — село Хоробичі.

## Загальні відомості
Хоробицька сільська рада утворена у 1918 році.
- Територія ради: 33,71 км²
- Населення ради: 629 осіб (станом на 2001 рік)

## Населені пункти
Сільській раді підпорядковані населені пункти:
- с. Хоробичі

## Склад ради
Рада складається з 12 депутатів та голови.
- Голова ради: Горовенко Михайло Михайлович
- Секретар ради: Гришай Світлана Олександрівна

### Керівний склад попередніх скликань
| Прізвище, ім'я, по батькові  | Основні відомості                                                 | Дата обрання | Дата звільнення |
| ---------------------------- | ----------------------------------------------------------------- | ------------ | --------------- |
| Горовенко Михайло Михайлович | Сільський голова, 1954 року народження, освіта вища, безпартійний | 26.03.2006   | 31.10.2010      |
| Горовенко Михайло Михайлович | Сільський голова, 1954 року народження, освіта вища, безпартійний | 31.10.2010   |                 |

Примітка: таблиця складена за даними сайту Верховної Ради України

### Депутати
За результатами місцевих виборів 2010 року депутатами ради стали:

#### За суб'єктами висування
| Суб'єкт висування | Кількість обраних депутатів | %    |
| ----------------- | --------------------------- | ---- |
| Партія регіонів   | 10                          | 83,3 |
| Єдиний Центр      | 1                           | 8,3  |
| Народна партія    | 1                           | 8,3  |

#### За округами
| № округу        | Прізвище, ім'я, по батькові   | Дата визнання обраним | Освіта  | Партійна приналежність | Відомості про обраного депутата                   |
| --------------- | ----------------------------- | --------------------- | ------- | ---------------------- | ------------------------------------------------- |
| Єдиний Центр    |                               |                       |         |                        |                                                   |
| 5               | Спода Лариса Анатоліївна      | 03.11.2010            | середня | член Єдиного Центру    | Хоробицька загальноосвітня школа, техпрацівник    |
| Народна Партія  |                               |                       |         |                        |                                                   |
| 1               | Новик Олена Михайлівна        | 03.11.2010            | середня | член Народної партії   | Сільський будинок культури, працівник             |
| Партія регіонів |                               |                       |         |                        |                                                   |
| 2               | Горовенко Тетяна Іванівна     | 03.11.2010            | середня | член Партії регіонів   | Хоробицька загальноосвітня школа, бібліотекар     |
| 3               | Камко Юлія Андріївна          | 03.11.2010            | вища    | член Партії регіонів   | Хоробицька загальноосвітня школа, вчитель         |
| 4               | Головач Микола Миколайович    | 03.11.2010            | вища    | член Партії регіонів   | СВК «Україна», голова                             |
| 6               | Леоненко Олександр Сергійович | 03.11.2010            | вища    | член Партії регіонів   | Фірма «Городянські аграрні інвестиції», бухгалтер |
| 7               | Гришай Наталія Миколаївна     | 03.11.2010            | середня | член Партії регіонів   | Конотопська лінійна СЕС, помічник лікаря          |
| 8               | Зелений Олег Володимирович    | 03.11.2010            | середня | член Партії регіонів   | Хоробицька сільська рада, землевпорядник          |
| 9               | Апришко Ніна Василівна        | 03.11.2010            | середня | член Партії регіонів   | СВК «Україна», бухгалтер                          |
| 10              | Гришай Світлана Олександрівна | 03.11.2010            | вища    | член Партії регіонів   | Хоробицька сільська рада, секретар                |
| 11              | Черненко Олександр Петрович   | 03.11.2010            | середня | член Партії регіонів   | Хоробицька сільська бібліотека, бібліотекар       |
| 12              | Кайдала Інна Володимирівна    | 03.11.2010            | середня | член Партії регіонів   | тимчасово не працює                               |